# Repubblica Democratica del Congo ai Giochi della XIX Olimpiade
La Repubblica Democratica del Congo partecipò, con la denominazione di Congo Kinshasa, ai Giochi della XIX Olimpiade che si sono svolti a Città del Messico dal 12 al 27 ottobre 1968, con una delegazione di 5 atleti, tutti impegnati in gare di ciclismo. Fu la prima partecipazione di questo paese ai Giochi. Non fu conquistata nessuna medaglia.